# Oodnadatta

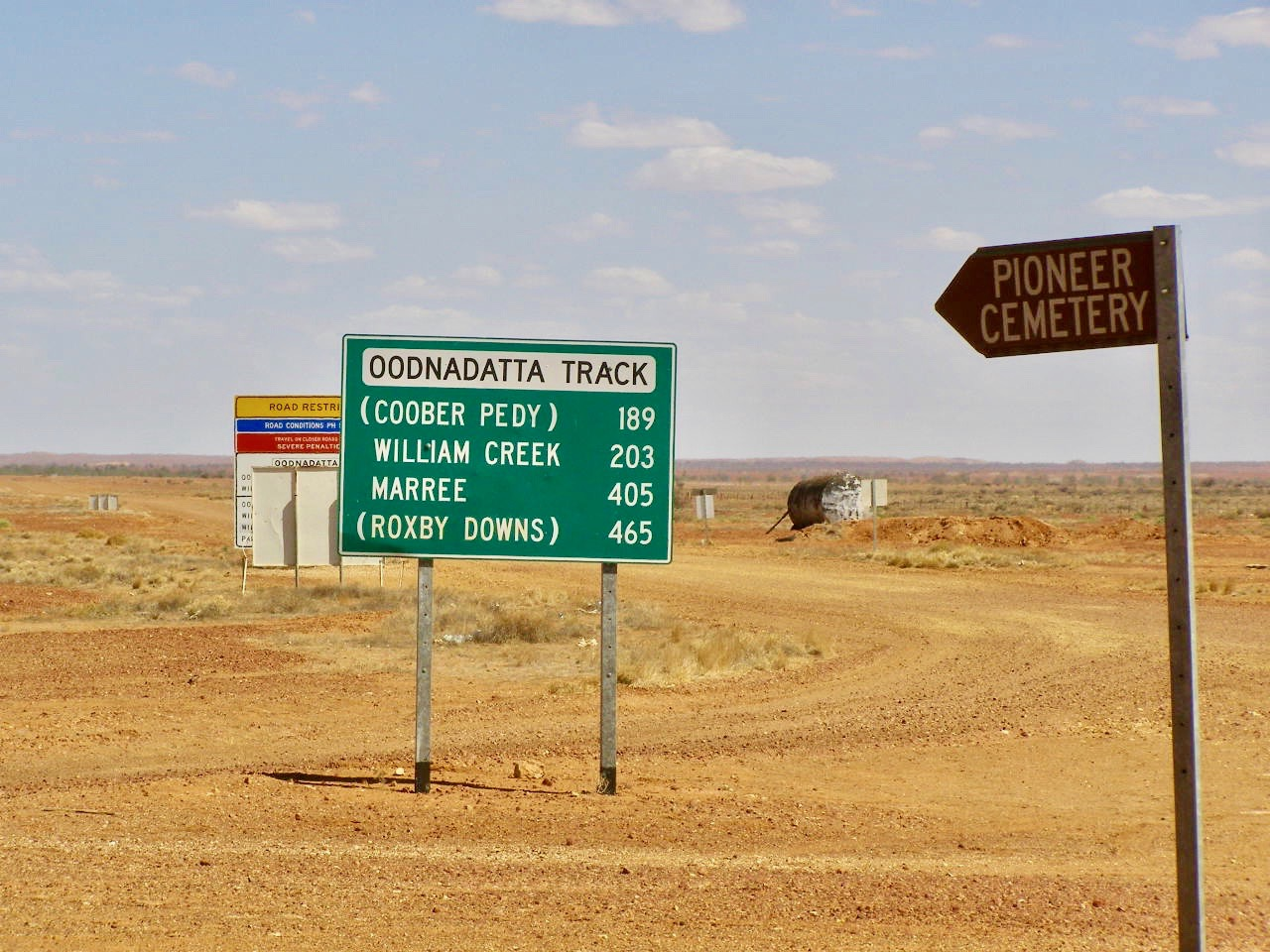
Hinweisschild des Oodnadatta Tracks

Oodnadatta ist ein kleiner Ort in South Australia mit etwa 204 Einwohnern in der Simpsonwüste.

## Lage
Der Ort befindet sich 1011 Kilometer von Adelaide entfernt und ist nur auf unbefestigten Straßen erreichbar, entweder von Coober Pedy, von Marree auf dem Oodnadatta Track oder von Marla. Diese Pisten können nach Regenfällen nur mit Allradfahrzeugen befahren werden.

## Geschichte
Das Gebiet, auf dem sich der Ort befindet, gehört dem Aborigine-Stamm der Arrernte utmadata. Der erste Europäer, der in diese Gegend kam, war 1859 John McDouall Stuart.
Der Ort war zunächst ein Lagerplatz für Kameltransporte auf dem Weg nach Alice Springs und damals unter dem Namen Angle Pole bekannt. Dies leitete sich von einer scharfen Biegung der Trasse ab, der die Karawanen folgten, die von Süden kommend bis hierhin eher in westliche Richtung verlief und nun einen fast rechtwinkligen Knick (Angle) nach Norden machte. Diese Stelle war mit einer Stange (Pole) markiert. Als die Great Northern Railway im Jahre 1890 den Ort erreichte, erhielt er seinen heutigen Namen.
Die Bahnstrecke, eine Schmalspurstrecke, die The Ghan befuhr, wurde 1929 bis Alice Springs verlängert. Sie wurde 1981 stillgelegt, als die normalspurige Central Australian Railway weiter westlich eröffnet wurde. Der Bahnhof von Oodnadatta war auch als Goat Halt bekannt, da im Ort viele Ziegen frei herumliefen.

## Wissenswert
Der Ort ist heute ein Treffpunkt der Aborigines und der Touristen. Wichtigste Anlaufstelle ist das so genannte Pink Roadhouse, das Oodnadatta Roadhouse, in dem Kraftstoffe, Lebensmittel und andere Güter zu kaufen sind, Post empfangen werden kann und Kanus geordert werden können. Der etwa 200 Kilometer entfernte Salzsee Lake Eyre hat zwar vereinzelt Stellen, die nicht mit Salz überkrustet sind, dennoch füllt er sich nur im Abstand von Jahrzehnten mit Wasser zu einem See, deshalb ist der Kanuverleih verwunderlich.
In Oodnadatta wurde am 2. Januar 1960 die höchste je in Australien gemessene Temperatur mit 50,7 °C gemessen. In Cloncurry in Queensland wurde am 16. Januar 1889 mit 53,1 °C zwar eine höhere Temperatur festgehalten, aber da die damals noch sehr ungenauen Messmethoden heute angezweifelt werden, wird angenommen, dass die Temperatur tatsächlich etwa 49 °C betragen hat.
Ferner gibt es ein Museum im Empfangsgebäude des ehemaligen Bahnhofs.